# 寺下紀子
寺下 紀子（てらした のりこ、1940年6月20日 - ）は、日本女子プロ将棋協会（LPSA）に所属する将棋の女流棋士。東京都大田区出身、千葉県市川市在住。女流棋士一期生6人のうちの一人。1985年引退。引退後に日本将棋連盟からLPSAへ移籍し、LPSAの中で最年長。LPSA番号4。日本将棋連盟所属時の女流棋士番号は旧5。師匠はいない。

## 人物
- 1974年ごろにアマチュア大会で活躍し、同年創設された女流棋士第1号の一人として、初段でスタートした。
- 女流棋士公式戦の第1号局は、1974年10月31日に将棋会館で行われた、第1回女流名人位戦予選の寺下紀子初段-村山幸子初段戦だった。名人位戦予選では決勝で関根紀代子二段を相手の反則で破り、初代の女流名人位を蛸島彰子三段と争った（段位は当時）。
- 1985年、女流育成会成績優秀者であった清水市代との入れ替え戦で敗退し、女流育成会入りとなるのを拒否して引退を選ぶ。
- 2007年の日本女子プロ将棋協会独立にあたり、日本将棋連盟を退会して、移籍。
- 趣味はゴルフと生花で、生花は草月流師範の腕前である。

## 昇段履歴
- 1974年10月31日 - 女流初段
- 1974年11月00日 - 女流二段
- 1985年05月00日 - 引退、女流三段
- 1993年11月00日 - 女流四段

## 棋戦歴
- 1974年 - 第1期 女流名人位戦挑戦